# برنارد فور (مؤرخ)
برنارد فور (بالفرنسية: Bernard Faure)‏ هو مؤرخ فرنسي، ولد في 1948.